# Vanille (Gewürz)

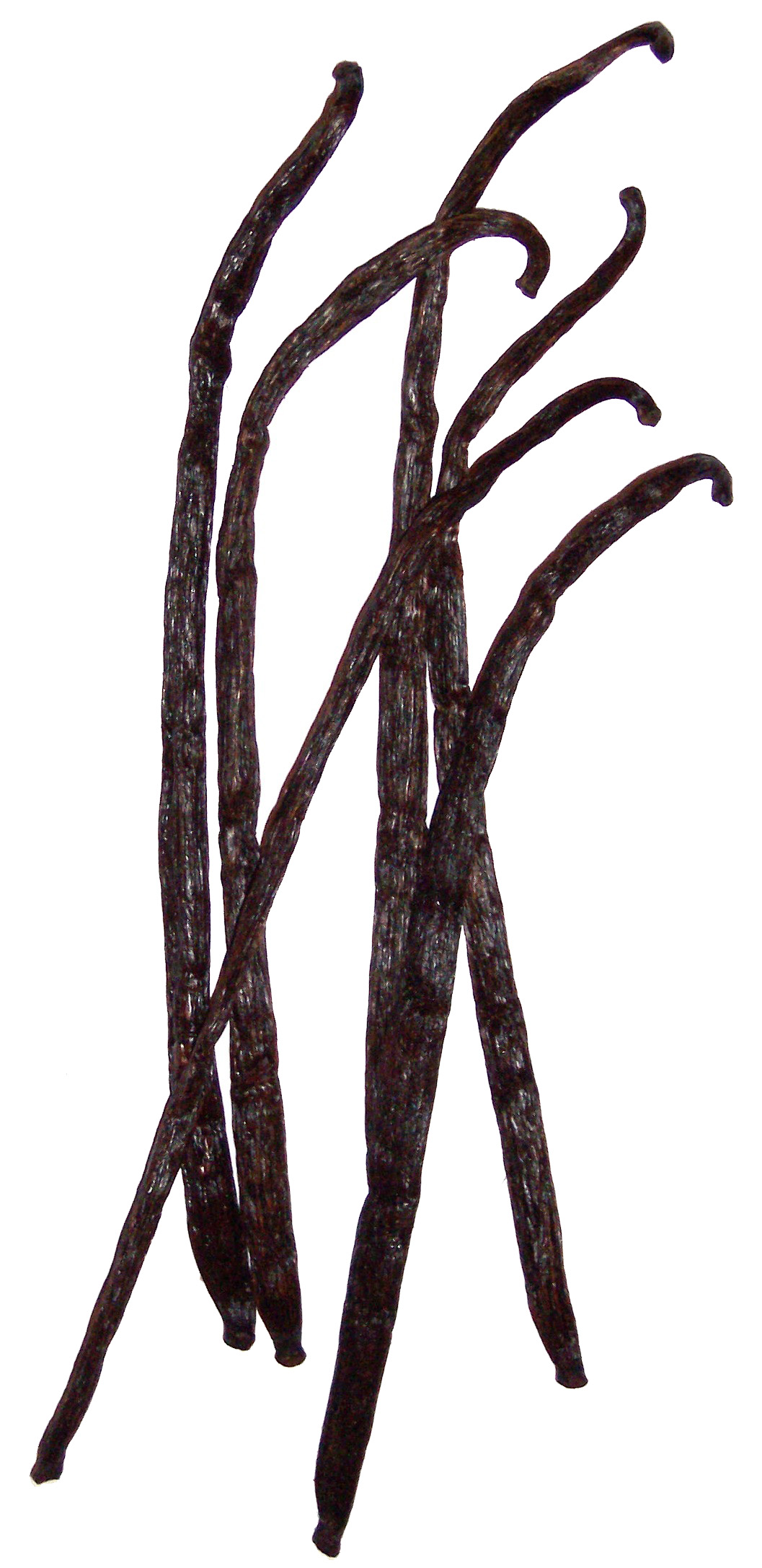
Vanilleschoten

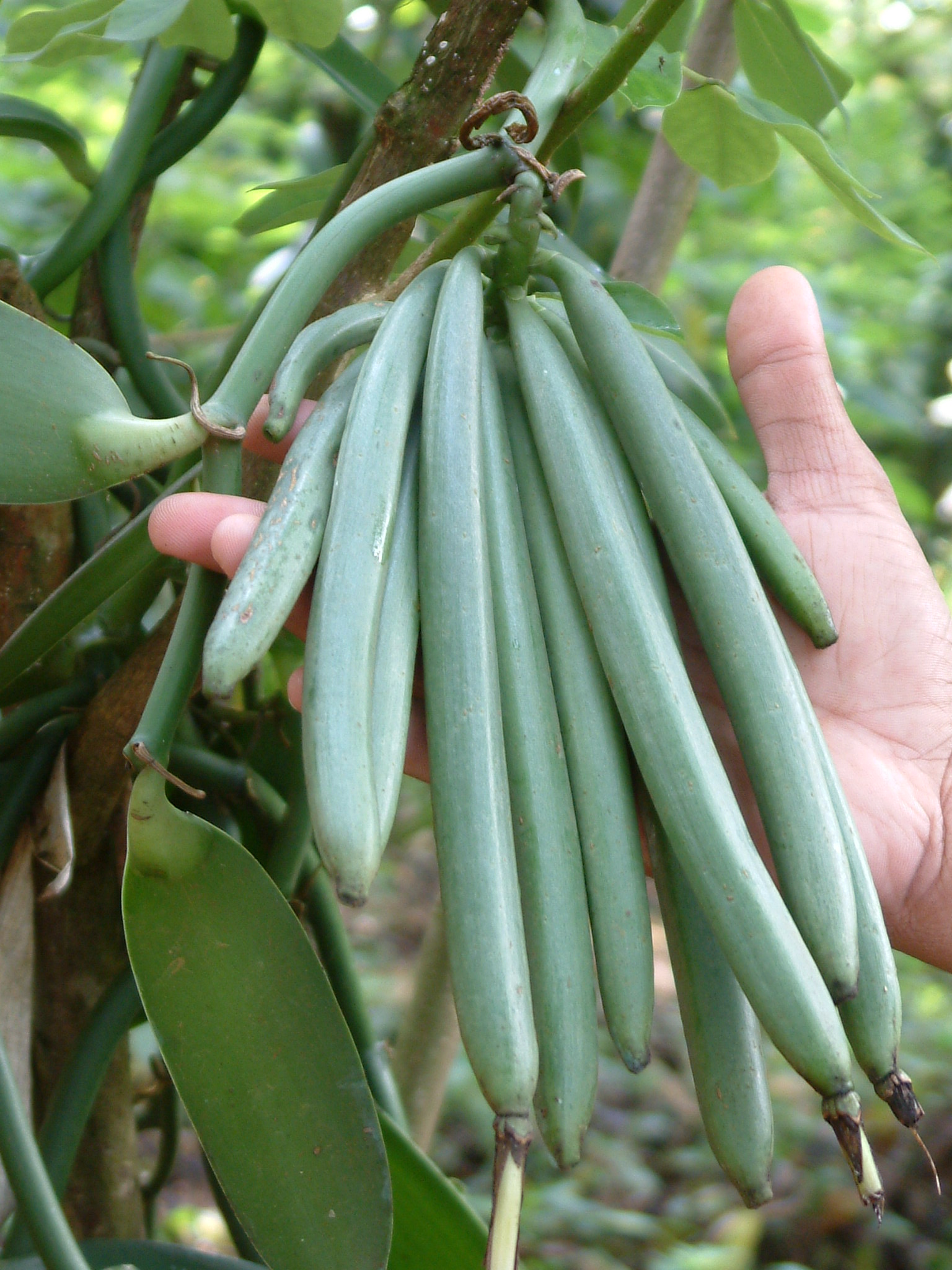
Frische, nicht gebräunte Vanille-„Kapseln“.

Strukturformel von Vanillin = Meta-Methoxy-Para-Hydroxy-Benzaldehyd

Die Vanille (Aussprache: [vaˈnɪljə], auch [vaˈnɪlə]; in Österreich: [vaˈnɪlɛ]) ist ein Gewürz, das aus den fermentierten Kapselfrüchten („Schoten“) verschiedener Arten der Orchideen-Gattung Vanilla gewonnen wird. Der Name stammt über das französische vanille [va'nij] vom spanischen vainilla (kastilisch [baiˈniʎa], lateinamerikanisch-spanisch [baiˈniɟ͡ʝa]; „kleine Hülse oder Schote“) ab. Vanille in Stangenform wird auch als Königin der Gewürze bezeichnet.

## Arten und Verbreitung
Die Gattung Vanilla zählt zu den Orchideen und umfasst etwa 120 Arten, von denen 15 aromatische Kapseln liefern, die gemeinhin als Vanilleschoten bezeichnet werden. Allerdings werden nur drei Arten kommerziell angebaut. Die wichtigste Art für die Erzeugung von Vanilleschoten ist die Gewürzvanille (Vanilla planifolia), von welcher ungefähr 95 Prozent der weltweiten Produktion stammen. Die Gewürzvanille stammt ursprünglich aus Mexiko und Mittelamerika, wird heute aber überwiegend auf Madagaskar, Réunion (früher Île Bourbon genannt und daher der Ursprung des Namens Bourbonvanille) und anderen Inseln des Indischen Ozeans angebaut. Gewürzvanille wird im Handel unter den Bezeichnungen Bourbon-Vanille und mexikanische Vanille angeboten.
Neben der Gewürzvanille sind nur noch die Tahiti-Vanille (Vanilla tahitensis) und die Guadeloupe-Vanille (Vanilla pompona) von kommerzieller Bedeutung. Die Tahiti-Vanille wird im südpazifischen Raum angebaut. Sie ist eine nahe Verwandte der Gewürzvanille, unterscheidet sich von ihr jedoch im Aroma. Die Tahiti-Vanille enthält weniger Vanillin, jedoch höhere Gehalte an anderen aromatischen Substanzen, die den Schoten ein blumiges Aroma verleihen; sie wird vor allem in der gehobenen Gastronomie verwendet. Die Guadeloupe-Vanille stammt aus Mittel- und Südamerika und wird heute kommerziell auf den Westindischen Inseln angebaut. Sie besitzt ähnliche aromatische Eigenschaften wie die Tahiti-Vanille und wird vorrangig in der Parfümherstellung verwendet.

## Geschichte
Als cacixanatl (totonac-aztekisch, etwa: „tiefgründige Blume“) oder tlilxochitl (nahuatl-aztekisch, etwa: „schwarze Blume“) wurde Vanille in Mexiko schon lange vor der Ankunft der Europäer geschätzt. In einer Chronik des Aztekenherrschers Itzcóatl wird berichtet, dass die von ihm unterworfenen Totonaken einen Teil ihres Tributs in Vanille abliefern mussten. Die Totonaken waren auch lange das einzige Volk, das um den Vanilleanbau wusste. Auf sie geht auch die Legende der Vanille zurück, wonach die lianenartige Kletterpflanze aus einer getöteten totonakischen Prinzessin entspross. Die Region Veracruz am Golf von Mexiko gilt deswegen noch heute als die Wiege der Vanille.
Vanille wurde häufig in Verbindung mit Kakao genossen, dessen bitterscharfen Geschmack sie abrundet. Von Montezuma II. wird gesagt, er habe täglich etwa fünfzig Tassen eines Kakao-Vanille-Cocktails verzehrt. Der erste Europäer, der sie probiert hat, dürfte sein „Gast“ Hernán Cortés gewesen sein.
Danach dauerte es noch Jahrzehnte, bis die Verwendung von Vanille in Spanien und dann im übrigen Europa üblich wurde. Sie blieb eine Leckerei für die Reichen und Spanien hütete sein Monopol: Auf die illegale Ausfuhr der Vanillepflanze folgte die Todesstrafe.
Erst nach Mexikos Unabhängigkeit (1810) gelangten Stecklinge in die botanischen Gärten von Antwerpen und Paris. 1819 begannen die Niederländer damit, die Pflanze in ihren Kolonien auf Java zu kultivieren. 1822 brachten die Franzosen sie nach La Réunion (damals: Île Bourbon). Die Bestäubung der Blüte musste in den neuen Anbauländern künstlich erfolgen (siehe dazu den Artikel Gewürzvanille), da die in Mexiko beheimateten natürlichen Bestäuber, wie beispielsweise der Kolibri, auf La Réunion nicht existierten.
Natürliche Vanille blieb auch noch kostbar, nachdem 1874 Haarmann und Tiemann in Holzminden, Deutschland, die synthetische Herstellung von Vanillin (aus Coniferin) gelang.
Seit Anfang des 20. Jahrhunderts verschob sich der Schwerpunkt der Produktion der Bourbon-Vanille von Réunion in die Region Sava im Nordosten Madagaskars. Madagaskar und Indonesien sind heute die Hauptanbauländer.

## Anbau, Verarbeitung, Verkauf

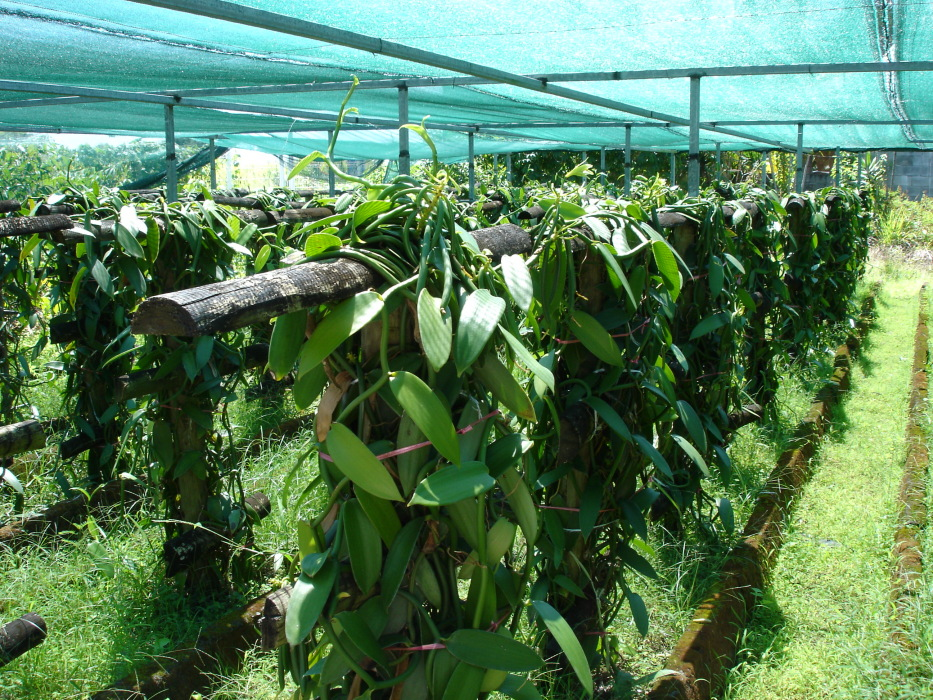
Plantagenanbau von Vanillepflanzen

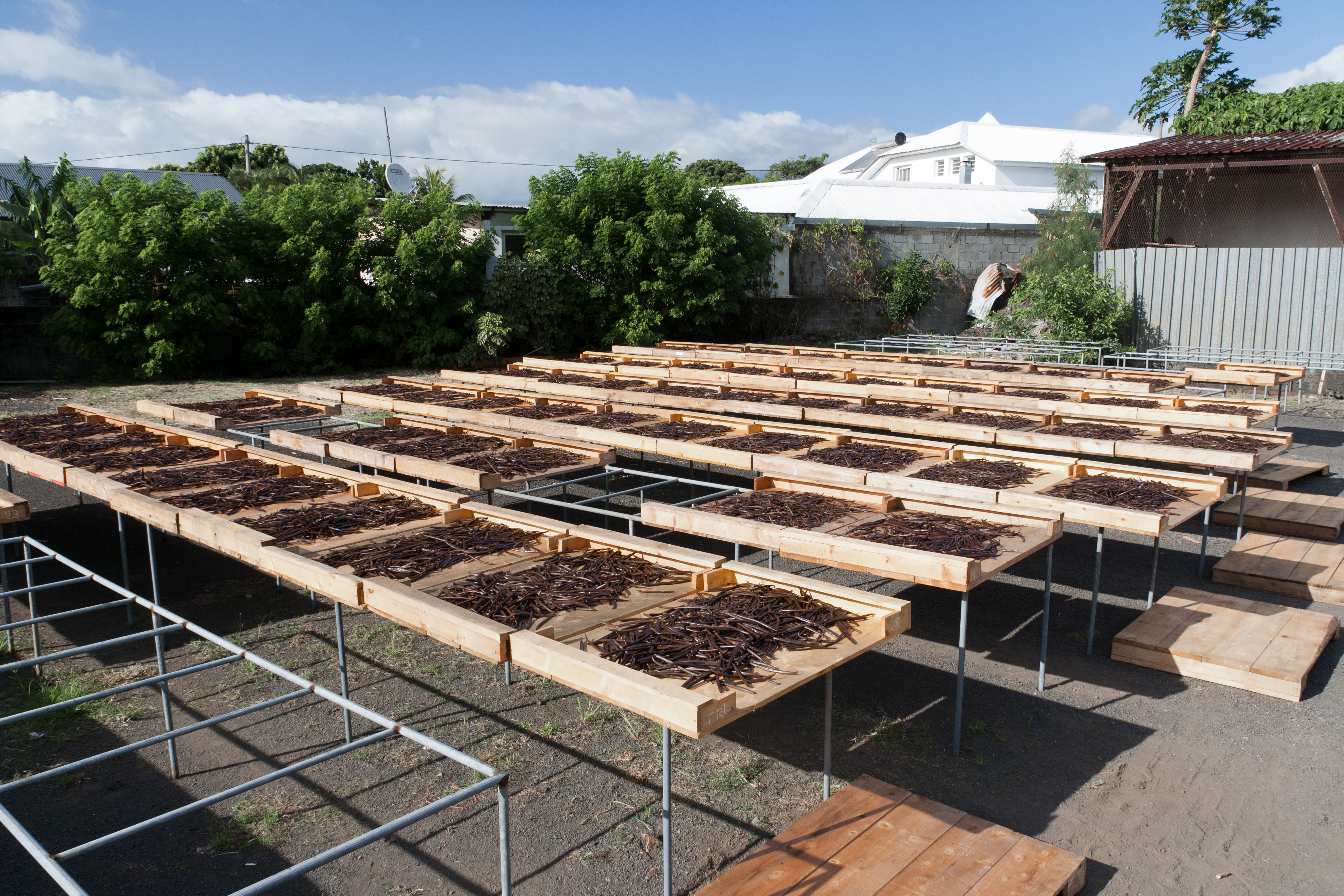
Vanilleschoten bei der Fermentierung

Vanillepflanzen werden in Plantagen angebaut. Die bis zu 30 cm langen Vanille-Schoten – botanisch korrekt sind es Kapselfrüchte und keine Schoten – werden kurz vor der Reife, wenn sie gelbgrün sind, geerntet. Die frischen Früchte haben noch nicht das typische Aroma und den Geschmack des fertigen Produkts. Zur Gewinnung der Vanille als hocharomatisches Gewürz müssen die Früchte erst der sogenannten Schwarzbräunung, einem zeit- und arbeitsintensiven Verfahren, unterzogen werden. Zunächst werden die Kapselfrüchte heißwasser- oder wasserdampfbehandelt (bei ca. 65 Grad Celsius). Anschließend folgt eine Fermentation in luftdichten Behältern, bis eine Auskristallisierung feiner Glukosenadeln zu beobachten ist. Dieser Vorgang kann bis zu vier Wochen beanspruchen. Durch die Trocknungs- und Fermentierungsprozesse wandeln sich Vorstufen des Vanillins in Vanillin, den Hauptaromastoff der Vanille, um. Gleichzeitig schrumpfen die Fruchtkapseln zu den bekannten, schwarz-braun glänzenden Vanillestangen, dem eigentlichen Gewürz. Für den Transport werden die Vanillestangen gebündelt, in Pergamentpapier eingeschlagen und in Zinnbehälter gelegt.
Der langwierige Bearbeitungsprozess ist neben der künstlichen Bestäubung der Grund für den hohen Preis der Gewürzvanille. Als Vanilleschoten kommen nur die Schoten in den Handel, die ohne jegliche Mängel sind. Gespaltene oder abgebrochene Schoten werden industriell entweder zu Vanillezucker oder nach dem Mazerieren in Alkohol zu Flüssigextrakten verarbeitet.
Der Weltmarktpreis für Vanille ist starken Schwankungen unterworfen. So zahlte man (laut Zeit Online) für 1 kg madagassischer Vanille im Jahr 2000 durchschnittlich 140 US-Dollar, während der Preis im Jahr 2005 auf 40 US-Dollar gefallen war. Allerdings hat dieser Kilogrammpreis nur entfernt etwas mit dem Endkundenpreis zu tun, bei dem nicht nach Gewicht, sondern meistens pro Schote abgerechnet wird.
Aufgrund schlechter Ernten und Spekulationen am Markt lagen 2016 die Einkaufspreise für Vanille aus Madagaskar bei über 400 Euro pro kg (193 $/lb.).

## Die Verwendung in der Küche

### Verwendung von Vanilleschoten
Die die Samen umgebende ölige Flüssigkeit innerhalb der Kapsel enthält einen großen Anteil des Aromas und des Geschmacks. Dies ist der Grund, warum man für eine besonders intensive Aromatisierung der Speisen die Frucht der Länge nach aufschneiden und die Samen nebst dem anhaftenden Öl, das Vanillemark, herauskratzen sollte. Als Hauptaromaträger gilt jedoch die „Schote“ (Kapselhülle) selbst. Die darin enthaltenen Aromastoffe können durch Aufkochen in Milch, Sahne oder anderen Flüssigkeiten gewonnen und so z. B. für die Zubereitung einer Vanillesauce nutzbar gemacht werden. Die abgewaschene und getrocknete Frucht kann mehrfach verwendet werden.
Zum Aromatisieren von Zucker genügt es, diesen zusammen mit einer Vanillestange für einige Wochen in einem luftdicht verschlossenen Glas aufzubewahren. Das Glas sollte zur Durchmischung von Zeit zu Zeit geschüttelt werden.

### Speisen, die mit Vanille gewürzt werden
Vanille wird traditionell für die Aromatisierung von Kakao und Schokolade verwendet. Diese Verwendungsweise war bereits den Azteken und Inkas bekannt. Ihre Verwendung wurde in Europa sehr schnell erweitert. Schon Elisabeth I. liebte mit Vanille gewürzte Süßspeisen. Es wurden Nachspeisen wie Puddings und Creme (z. B. Crème brûlée, Vanillecreme und Bayerische Creme) sowie verschiedenste Mehlspeisen, Fruchtdesserts und seit dem 19. Jahrhundert Eiscreme entwickelt. Vanille hat aufgrund dieses Einsatzgebietes eine große Bedeutung für die Lebensmittelindustrie. Größter Abnehmer ist weiterhin Coca-Cola, nachdem die Ersetzung der echten Vanille in der Cola durch synthetisches Vanillin 1985 am Widerstand der Verbraucher scheiterte.
Die moderne Küche des ausgehenden 20. Jahrhunderts hat die Verwendung noch erweitert. Vanille harmoniert mit ihrer extremen Milde auch mit weißem Fleisch oder Fisch und verleiht beispielsweise Hummer- und Lachs-Gerichten eine subtile und delikate Note. Französische Spitzenköche wie beispielsweise Alain Passard würzen Tomatensalat mit Himbeeressig und Olivenöl, in dem eine halbe aufgeschnittene Vanilleschote längere Zeit mazerierte.

### Herkunft und Qualitätsmerkmale von Vanillestangen

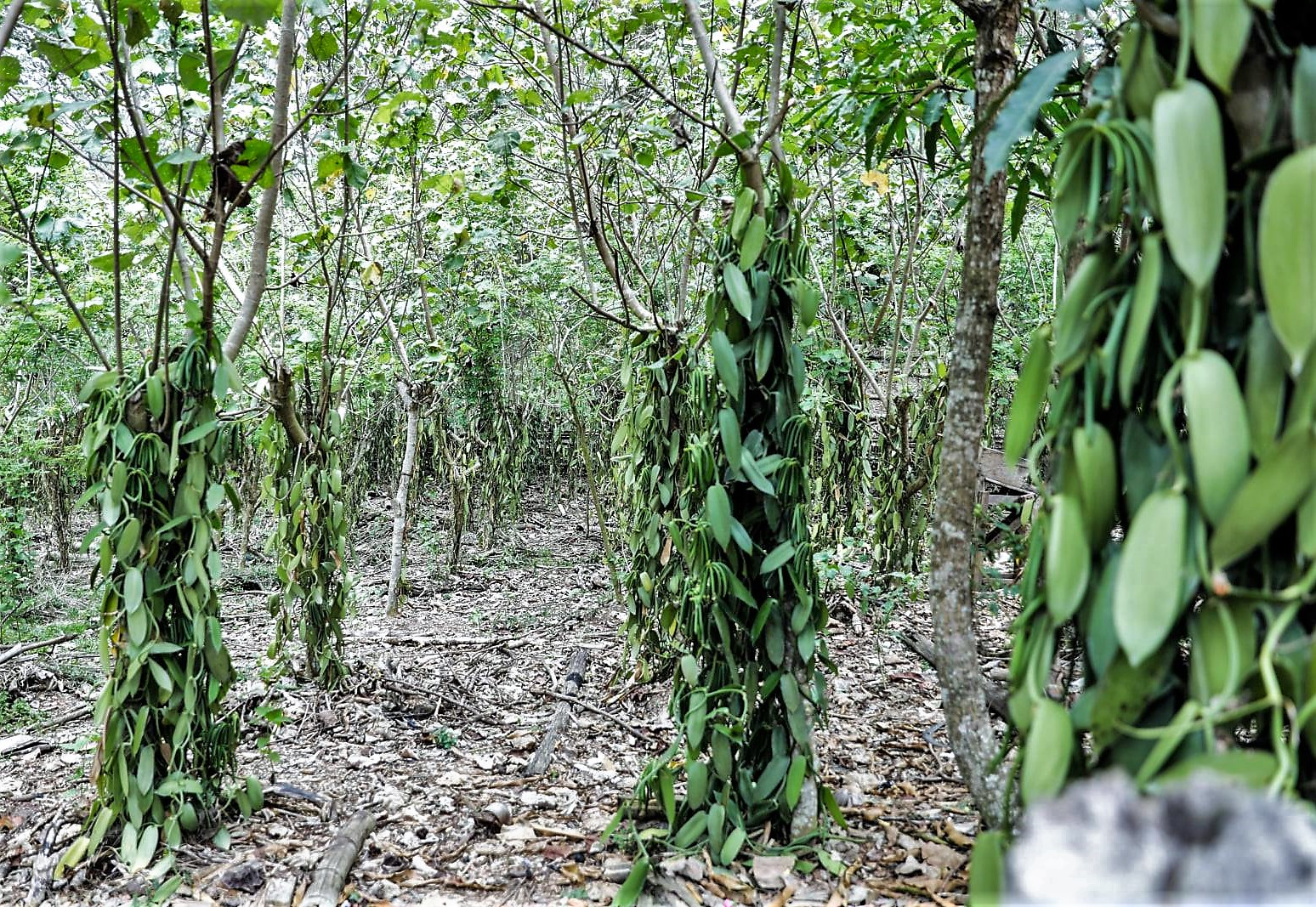
Vanilleplantage mit Schattenbäumen, die einen natürlichen Schutz bieten (Osttimor)

Je nach Herkunftsland und Produzent gibt es erhebliche Qualitätsunterschiede unabhängig davon, welche Vanille-Art angebaut wird. Die in Afrika (Madagaskar, La Réunion, Mauritius und den Komoren) angebaute Bourbon-Vanille ist aufgrund ihres intensiven und harmonischen Aromas die beliebteste Sorte der Europäer. Dagegen bevorzugen Amerikaner die mexikanische Vanille, die süßer, dezenter und weicher ist. Vanille aus Tahiti (Vanilla tahitensis) und von den Westindischen Inseln (Vanilla pompona) fallen durch ihren starken blütenartigen Duft auf und enthalten dafür weniger Vanillin. Sie werden häufig in der Kosmetikindustrie verwendet. Indonesische Vanille schließlich findet wegen ihres holzig-rauchigen Aromas hauptsächlich in der Parfüm- und Spirituosenindustrie Verwendung.
Unabhängig von der Sorte sollte eine Vanillestange von elastischer, lederartiger Beschaffenheit sein, keinesfalls hart und vertrocknet. Das Ausschwitzen von Vanillinkristallen ist ein Qualitätsmerkmal; es wird gelegentlich imitiert, indem synthetische Vanillinkristalle auf die Schote aufgesprüht werden. Solche synthetischen Kristalle sind an ihrer völlig gleichmäßigen Verteilung auf der ganzen Schote zu erkennen, während natürliche Kristalle ungleichmäßig verteilt sind.

## Produkte aus Vanille

### Vanilleextrakt
Vanilleextrakt, auch als Vanille-Essenz bezeichnet, ist ein scharf schmeckender flüssiger Auszug von Vanille mit etwa 35 % Ethanol und manchmal etwas Zuckersirup. Reiner Vanilleextrakt, wenn als solcher gekennzeichnet, muss immer aus echten Vanilleschoten extrahiert werden. Er enthält die Aromastoffe der Vanille in hochkonzentrierter Form und ist praktisch unbegrenzt haltbar.
Vanilleextrakt wird vor allem in der industriellen Lebensmittelherstellung verwendet. Die Hersteller von Vanilleextrakt verwenden dabei Vanilleschoten unterschiedlicher Herkunftsorte und Qualität, um gleich bleibende Qualität zu erzielen und um spezifischen Anforderungen zu entsprechen. So enthält Vanilleeis neben Bourbonvanille auch andere, strengere Vanillesorten als Geschmacksträger.

### Vanillepulver
Unter der Bezeichnung Vanillepulver versteht man die gemahlenen Samenkörner der Vanille. Vanillepulver kann alternativ zu Vanilleschoten im Hausgebrauch verwendet werden. Allerdings enthält es oft durch den technischen Gewinnungsprozess wenig bis gar kein Vanillearoma mehr und dient dann lediglich dazu, die bekannten „schwarzen Punkte“ in Produkten mit „echter Vanille“ zu erzeugen.
Gemahlene Vanille, bei der auch die Kapselhülsen mitgemahlen werden, ist dagegen oft sehr viel aromatischer als das Vanillepulver aus den Samen.

## Ersatzstoffe
Der Hauptaromastoff Vanillin kann durch unterschiedliche Verfahren synthetisch oder biosynthetisch hergestellt werden. Dabei ist zu beachten, dass Vanillin auch als „natürliches Aroma“ gekennzeichnet werden darf, wenn dieses von Bakterien produziert wurde. Aus kostengünstigen Rohstoffen hergestelltes Vanillin, aber auch andere Aromastoffe (z. B.: Ethylvanillin, Piperonal), haben echte Vanille in Teilen der Lebensmittelindustrie größtenteils verdrängt. Durch intransparente, irreführende, teilweise auch falsche Kennzeichnung und das Verarbeiten gemahlener Schotenreste, welche dem wertvollen Mark optisch ähneln, wird dort dem Verbraucher der Einsatz echter Vanille suggeriert.

## Wirtschaftliche Bedeutung

### Weltproduktion
2023 wurden weltweit insgesamt 7.433 t Vanille produziert. 44 % der Vanille wurde in Asien produziert, 40,5 % in Afrika, 8,9 % in Ozeanien und 6,6 % in Amerika (Mexiko).
| Rang | Land                | Menge (in t) |
| ---- | ------------------- | ------------ |
| 1    | Madagaskar          | 3.114        |
| 2    | Indonesien          | 1.833        |
| 3    | Mexiko              | 508          |
| 4    | Papua-Neuguinea     | 491          |
| 5    | Volksrepublik China | 434          |
| 6    | Türkei              | 397          |
| 7    | Komoren             | 219          |
| 8    | Tonga               | 196          |
| 9    | Uganda              | 185          |
| 10   | Malawi              | 20           |
|      | Top Ten             | 7.396        |

## Wissenswertes
In manchen Gegenden Österreichs wurde Knoblauch früher auch als „Vanille des armen Mannes“ bezeichnet, da die echte Vanille aufgrund ihres Preises nur den obersten Schichten zugänglich war. Der damals entstandene sogenannte Vanillerostbraten, der sich zu einem auch heute weit verbreiteten Standardgericht der Wiener Rindfleischküche entwickelte, wird daher, entgegen seinem Namen, nicht mit Vanille, sondern mit Knoblauch zubereitet. 
Von den Herstellern der mit Vanillin oder auch echter Vanille aromatisierten Produkte wird suggeriert, dass Vanille gelb sei. Die gelbliche Farbe der Produkte beruht jedoch auf künstlich zugesetzten Lebensmittelfarbstoffen (in der Regel Carotinen). Klassische Vanillespeisen sind nur deshalb oft gelb, weil sie viel Hühnerei enthalten, nicht wegen der Vanille selbst. Außerdem kommt die Zuordnung der Farbe Hellgelb von der Vanille-Blüte, die diesen Farbton hat.